# Buxus nyasica
Espèce
Statut de conservation UICN

 EN  : En danger
Buxus nyasica est une espèce de plantes du genre Buxus de la famille des Buxacées.